# Radu Demian

a Compétitions nationales et continentales officielles uniquement.

b Matchs officiels uniquement.
Radu Demian, né le 10 avril 1938 à Cluj-Napoca et mort le 11 août 2018 à Bucarest,, est un joueur et entraîneur roumain de rugby à XV. Il évoluait au poste de troisième ligne centre.

## Biographie
Son frère cadet Horia (en) était un joueur de basket-ball.

### Carrière
Radu Demian a fait une longue carrière internationale (onze ans) avec l'équipe de Roumanie. Il a été le premier joueur roumain à jouer hors de son pays dans la période communiste : c'est ainsi qu'il joua dès 1968 en France au Rugby club toulonnais. 
Il a effectué son premier test match le 5 juin 1960 contre l'équipe de France, match historique (11 à 5), puisque ce fut la première victoire de la Roumanie sur la France. Son dernier test match fut contre l'équipe d'Italie, le 11 avril 1971.
Il fut secrétaire général de la fédération roumaine de rugby en 1990.

## Palmarès

### En club
- Champion de Roumanie en 1962, 1966 et 1967
- Vainqueur de la Coupe d'Europe des clubs champions en 1964
- Vainqueur du Challenge Yves du Manoir en 1970
- Vainqueur de la Coupe de Roumanie en 1984 et 1985 (comme entraîneur)

### En sélection
- Vainqueur  de la Coupe européenne des nations en  1969

## Statistiques

### Équipe nationale
- Nombre total de matchs avec la Roumanie : 34 (de 1959 à 1971)
- Nombre de tests matchs avec la Roumanie : 14 (5 fois comme capitaine)
- Sélections par année : 1 en 1960, 1 en 1961, 2 en 1962, 1 en 1963, 1 en 1964, 1 en 1965, 2 en 1964, 1 en 1965, 2 en 1966, 2 en 1967, 1 en 1968, 1 en 1969, 1 en 1971

## Galerie

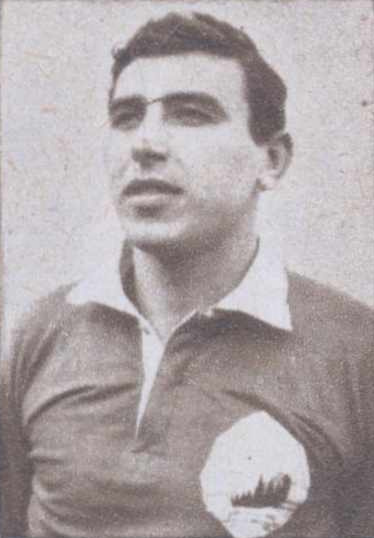
Demian avec la Roumanie en 1963
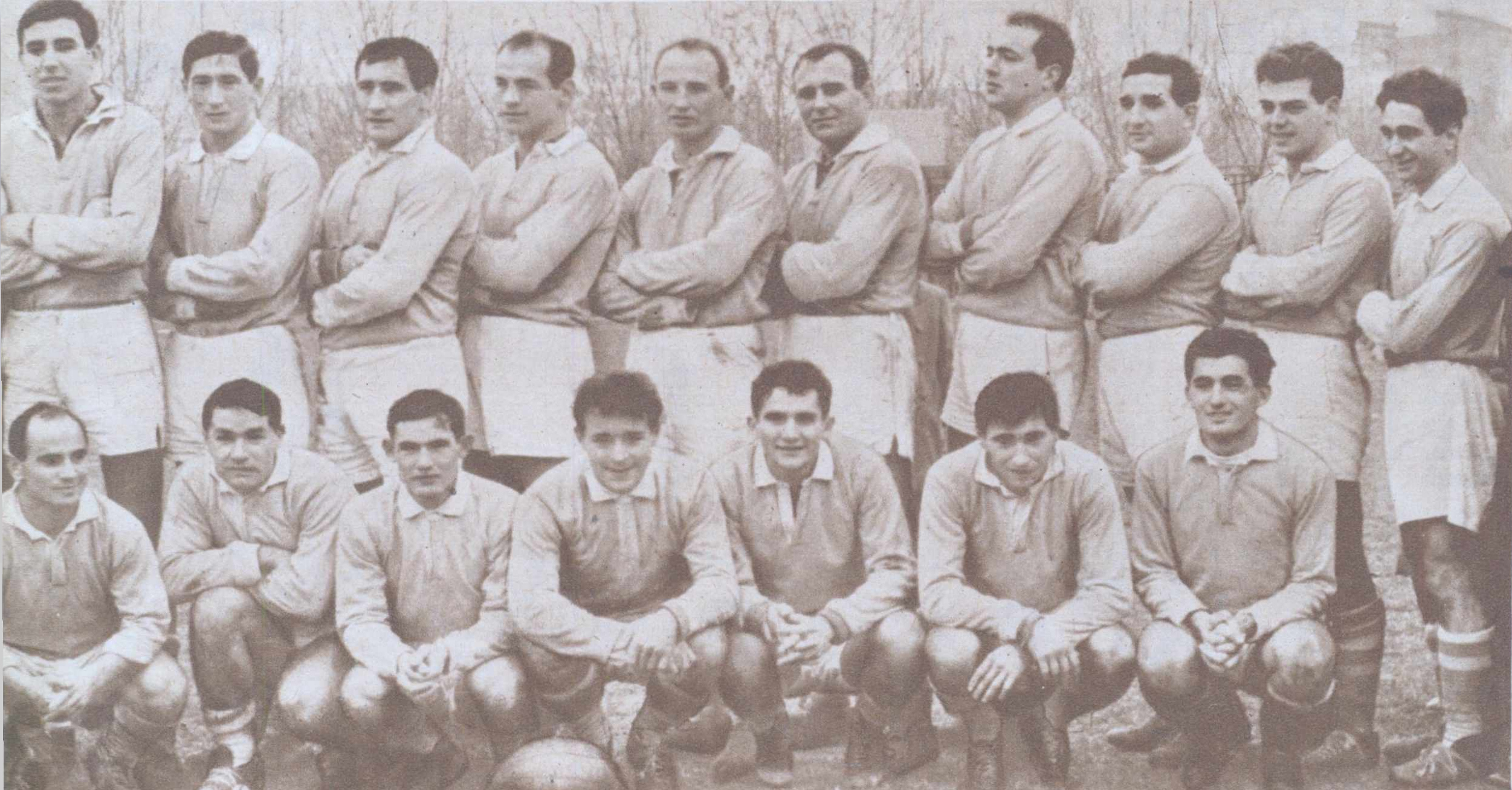
Grivița Roșie en 1963